# 押井版ルパン三世
『押井版ルパン三世』（おしいばんルパンさんせい）は、1985年夏に『ルパン三世』劇場版第3作として公開される予定だった、押井守監督によるアニメ映画の通称である。

## 概要
テレビシリーズ『ルパン三世 PARTIII』の放送中、『ルパン三世』劇場版第3作の製作が決定した。
監督として、まず前作『ルパン三世 カリオストロの城』の監督であった宮崎駿に再度依頼を行ったが、宮崎はこれを断り、宮崎の推薦で当時宮崎の事務所にいた押井守が監督を務めることになった。また、当時東京ムービー新社の社長であった藤岡豊が『うる星やつら（1981年版）』等で押井の評判を知っていたため、監督就任は短期間であっさり決まったという。押井の後年の証言によれば、宮崎は自身が嫌っている出崎統にルパン三世をやらせたくないと口にしていたとのことで、出崎が監督することを潰す意図があって押井を紹介したのだとされる（なお、出崎によるルパン長編作品は、1989年放送のTVスペシャル第1作『ルパン三世 バイバイ・リバティー・危機一発!』で実現している）。
宮崎は、『カリオストロの城』公開時点で「ルパンというキャラクターが魅力的に見えたのは、高度経済成長期の最中、世の中には簡単に買うことができない珍しい、すごいもの（お宝）がまだある、といった夢やロマンが共有されている時代だったからだ。だが、社会が豊かになり金を出せば何でも買える時代になった現代ではお宝という夢は成立せず、泥棒というルパンのようなキャラクターは成り立たない」という問題意識を持っていたため、『カリオストロの城』ではルパンに少女の心を盗ませた。宮崎と同じ考えであった押井も、「これ以上見るに耐えないっていうか、死人を踊らせるに等しいのは見るに耐えない」という気持ちがあったため、最終的にルパンを完結させるような内容を構想、ルパンに虚構を盗ませ「ルパンは最初から存在しなかった」と思わせるような脚本を作り上げた。押井は後に「宮さんが僕に期待した役割はまず間違いなくそうだったはずなんです」「自分はやりそこなったけど、自分より後の世代であるあんたの手でルパンに引導を渡せ、ということだったと僕は理解している」と発言している。なお、「ルパンは最初から存在しなかった」とは正確には、ルパンの正体は次元大介、石川五ェ門、峰不二子の3人であり、この3人が交代で変装していたのがルパンというものだった。
公開時期も決まり、劇場で配布された製作中の東宝映画を紹介するリーフレットには「世紀末、彼は時代を盗んだ」のキャッチコピーと共に押井監督ルパンが予告されていた。だが、押井が拘った下記の脚本はプロデューサーの理解を得られず押井は降板、企画は頓挫した。

## 経緯
当初、押井が声をかけた若手のアニメーターたちの多くは「何故、今更ルパン?」とあまり乗り気ではなかったが、押井は「今の時代だからこそ、ルパンが必要なのだから」と説得し参加を求めた。また、押井は『アニメージュ』（徳間書店）1984年12月号から「映画『ルパン三世』制作おぼえがき」の連載を開始した。
しかし、ルパンは子供も楽しめる娯楽作品であるべきと考える読売テレビと東宝のプロデューサーは、「ルパンは存在しなかった」という結末が提示された押井の脚本に「訳が判らん」「理屈っぽい」と強固に反対した。また「ルパンに動きがない」「アクションに乏しい」などの意見もあり、スタッフのミーティングでは内容的に営業も厳しいと告げられたという。
別のストーリーを求められ、ミーティングに出席した飯岡順一は「折角のチャンスだから」と大和屋竺など別の脚本家を起用し、一からやり直してみてはどうかと提案したが、押井は明確な答えを出さなかった。押井は『ルパン三世』をやるとしたら当初提示した案しか考えられないというスタンスだったため、後日、正式に降板する。これにより、押井が『ルパン三世』を監督するという企画は潰れた。
押井が脚本段階で降板したため、作画作業には入っておらず、集められたアニメーターは1カットも描かないまま解散した。この企画の頓挫によって、それまで組んで仕事をしていた何人かのスタッフを押井は失う結果となった。押井にとって自信があった企画だけに、しばらく立ち直れないくらいショックだったという。後に押井は『うる星やつら2 ビューティフル・ドリーマー』の成功で調子に乗っていて、甘かったと回想している。
押井が降板までに半年を費やしたため、『ルパン三世 PartIII』のスタッフを中心とした新たなスタッフで残された短い制作期間の中、劇場作品を完成させた。それが『ルパン三世 バビロンの黄金伝説』である。

## 押井の構想と後代の作品への影響
押井守の狙いは「建築や都市環境の細部を美術設定として克明に再現することで新たなアニメ表現を獲得すること」だけだったといい、そのために建築の勉強をし、資料集めをしていた。押井版ルパンで使われるはずだった様々な設定やモチーフは、後の『天使のたまご』『機動警察パトレイバー the Movie』などの押井作品に散りばめられることになる。押井いわく「『GHOST IN THE SHELL / 攻殻機動隊』でやっとルパンを吹っ切ることができた」という。
2000年、押井に対してあらためて新作ルパンの監督のオファーがあり、このときは「好きにしていい」と言われたものの、押井は断った。その理由について問われると、本人は「主人公に腕毛が生えてるのが気に入らないから」とうそぶき、2008年には「今の時代にあんなキャラを成立させられない」と語った。
なお、ルパンの存在について問うテーマや原爆が取り上げられている点は2008年のOVA『ルパン三世 GREEN vs RED』と共通している。
計画から約40年を経た2021年9月1日、『ルパン三世 PART6』のゲスト脚本の一人として押井が参加することが発表され、第4話と第10話を担当した。今野敏主催の空手塾で親交のあった大倉崇裕からの依頼で二つ返事で引き受けたという。

### 後の押井守作品への流用
2012年に公開されたアニメ映画『009 RE:CYBORG』は、当初は押井守が監督に予定されており、そのときのアイデアは天使の化石がおさめられた巨大な塔が東京に建造され、そこに主人公の島村ジョーが登っていくというもので、本作の構想の一部が流用されたものだった。
構想の流用については、他にも以下のような例が挙げられる。
- ルパン三世シリーズのメインキャラクター5人は登場するものの、峰不二子は他の4人には最後まで会わない。盗まれた化石を元にルパンを追跡する→『機動警察パトレイバー the Movie』で犯人・帆場暎一の痕跡を捜査する刑事2人の役目として使われる[10]。
- 主人公が不確定→『GHOST IN THE SHELL / 攻殻機動隊』[10]。
- 虚構の中で東京を壊滅させる→『機動警察パトレイバー 2 the Movie』。
- クライマックス、ルパンがバベルの塔を昇っていく→『機動警察パトレイバー the Movie』の箱舟描写に生かされる[10]。
- 事件の黒幕が冒頭で物語から退場する→『機動警察パトレイバー the Movie』の帆場[10]。
- 脚本を手掛けた『ルパン三世 PART6』第10話「ダーウィンの鳥」では天使ならぬ“堕天使（ルシファー）の化石”が登場する。

## 予定されていたストーリー
- 以下のストーリーは、後にインタビューで押井本人により語られたものをまとめたものである。

モーゼとガウディを足して2で割った様な狂気の建築家の老人が、20世紀の東京のど真ん中にダンテ・アリギエーリの「神曲」の地獄篇・バベルの塔を模倣した塔を建てるが、完成当日に塔の天辺から投身自殺する。
どこか外国にあるウェルカム・トゥ・ネバーランド駅。真夜中に列車が到着して、若い女の子が降りてくる。ベアトリーチェを彷彿とさせる女の子は、普段は一人部屋で車いすの生活を送る建築家の孫娘で、建築家の12人の弟子の内、生き残った4人に世話を受けていた。
一方、酒場でのポーカーに大儲けしたものの袋叩きに遭い、パンツ一丁のルパンと次元が道々話す。「そろそろ何かやろうぜ」と次元が促すも、ルパンは世界中にもう盗むモノが無くなり、怪盗としてのアイデンティティを喪失、「今更何をやるんだ」とやる気をなくしていた。そこに駅で降りた女の子が来て何やら不可解な依頼をする。
依頼は、伝説では現実と非現実の狭間にあるようなものである「天使の化石」を盗むこと。大戦中にアフリカで発掘された後、ナチスの手に渡って、そしてイスラエルに渡り、なぜか日本に持ち込まれている。塔で殺人事件が起こり、写真に「女の子の白い手」が写っていたことで、ルパンはこの謎に挑もうと塔に忍び込む。
塔の内部には、白い羽が床に散っていたり、小動物の死骸があった。
不二子の調査で、女の子は建築家の孫娘ではないことがわかる。実はその正体は「天使」であり、人間をからかう様に殺していた。
最終的にルパンは「天使の化石」を捜し当てたものの、それは天使の化石ではなくただの「プルトニウム（原子爆弾）」だった。それにルパンが触れてしまったことで大爆発を起こし、東京が壊滅する。
しかし、実際には作動しない原子爆弾で、すべてがフェイクだった。だからルパンだけが現実であり得るわけがない。ルパンもフェイクであった。
そう、最初からルパンなんていなかったのだ。
不二子がインドにて、女の子の墓を見つける。「子供の頃に亡くなっていた」という真実を知り、不二子は「あの子は誰なの?」と呆然とする所で幕が閉じる。

## 予定されていたスタッフ
- 監督 - 押井守[22]
- 脚本 - 押井守、伊藤和典[22]
- アート・ディレクション - 天野喜孝[22]
- 美術監督 - 小林七郎[23]
- 画面構成 - 金田伊功[22]
- キャラクターデザイン・作画監督 - 加藤茂[24]
- 原画 - 森山ゆうじ、山下将仁、北久保弘之、森本晃司、庵野秀明[22]
- 演出助手 - 片山一良[22]

キャラクターデザインの候補には梅津泰臣もいた。